# Aleurotrachelus fenestellae
Aleurotrachelus fenestellae là một loài côn trùng cánh nửa trong họ Aleyrodidae, phân họ Aleyrodinae.
Aleurotrachelus fenestellae được Hempel miêu tả khoa học đầu tiên năm 1922.